# Black Arts Movement

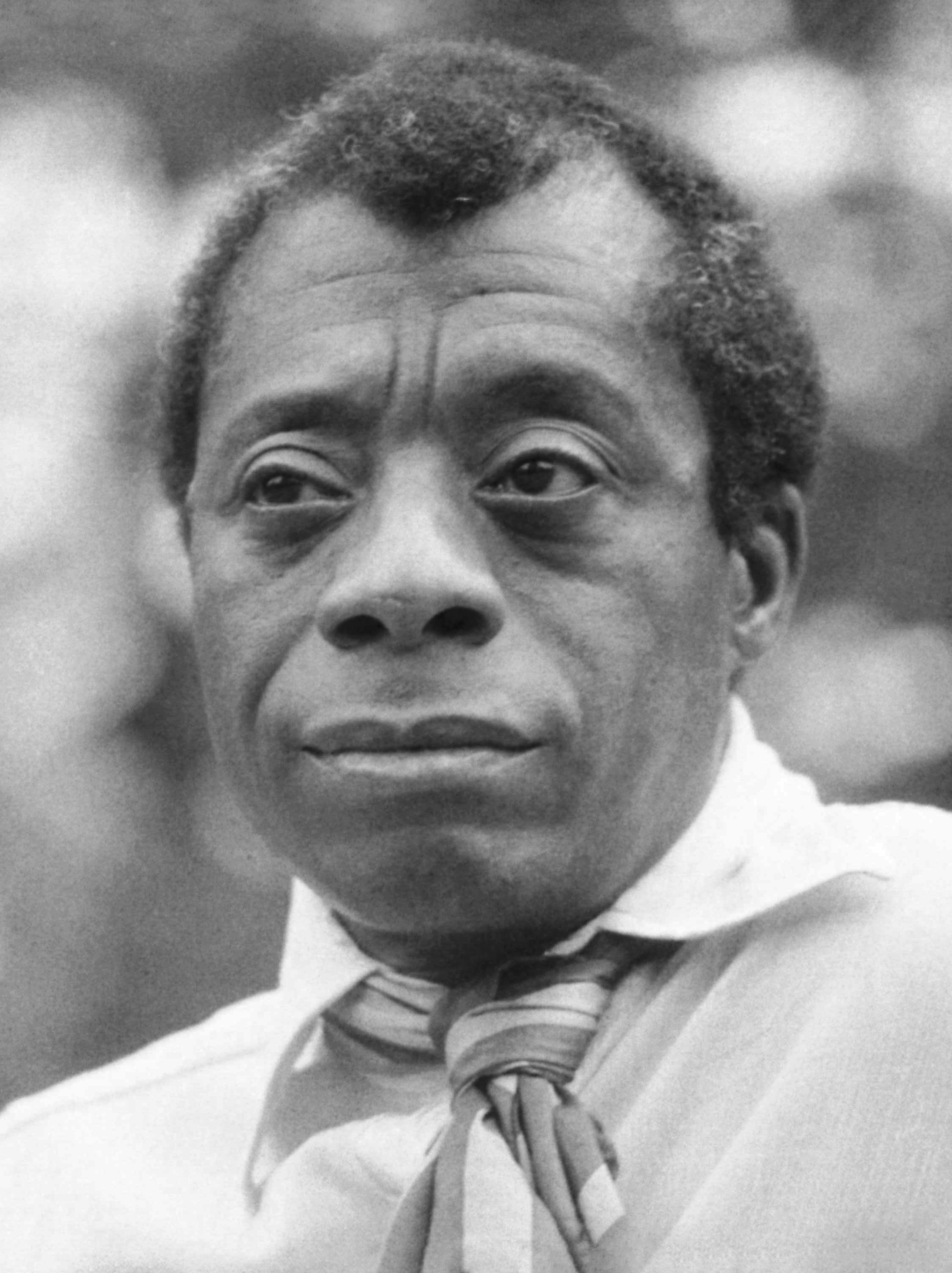
James Baldwin anses ha öppnat upp möjligheter för att skapa en ny "svart estetik".

Black Arts Movement (BAM) var en afroamerikansk-ledd konströrelse aktiv under 1960- och 1970-talet. Genom aktivism och konst skapade BAM nya kulturella institutioner och bar ett budskap om svart stolthet (engelska: black pride). Rörelsen tog vid där Harlemrenässansen upphörde. Larry Neal kallade BAM "den estetiska och andliga systern till Black Power-rörelsen". De politiska idéerna i Black Power applicerades på konst och litteratur genom BAM och konstnärer fann ny inspiration i deras Afrikanska arv som ett sätt att porträttera deras erfarenhet i USA.
Några pionjärer var Aaron Douglas, Hale Woodruff och Meta Vaux Warrick Fuller som hade en tydlig modernistisk estetik. "Remembering the Black Arts Movement". Konststilen av BAM influerade spridningen av afroamerikansk konst under resten av 1900-talet. Poeten och dramatikern Amiri Baraka är känd som grundaren av BAM. År 1965 grundade han Black Arts Repertory Theatre School (BART/s) i Harlem. Barakas exempel inspirerade många fler att skapa organisationer på flera håll i USA. Många av dessa organisationer var kortlivade men deras verk har lämnat signifikanta avtryck. Några finns kvar, såsom National Black Theatre, grundat av Barbara Ann Teer i Harlem.